# Otto Adam (Widerstandskämpfer)
Otto Adam (* 21. Juli 1907 in Uslar bei Hannover; † 15. November 1943 im Zuchthaus Brandenburg-Görden) war ein Widerstandskämpfer gegen das NS-Regime in Leipzig. 

## Leben
Nach dem Besuch der Volksschule erlernte Adam den Beruf
des Uhrmachers. Während der Weimarer Republik sympathisierte er mit der SPD.
1935 wurde er wegen staatsfeindlicher Äußerungen denunziert. Doch das Verfahren musste mangels Beweisen eingestellt werden. Während des Krieges arbeitete Adam bei der Maschinenfabrik A. Hogenforst in Leipzig. Dort war auch der Kommunist Heinrich Büchner beschäftigt, den er bereits aus der Weimarer Zeit kannte. Gemeinsam stellten sie Stempel und Zettel mit antifaschistischen Losungen her. Diese Zettel verbreiteten sie im gesamten Leipziger Stadtgebiet. 
Die Gestapo kam ihnen lange Zeit nicht auf die Spur, erst als Büchner am 1. Mai 1943 auf das Kasernenschild am Lazarett in der Danziger Straße (der heutigen Max-Liebermann-Straße) mit einem Gummistempel das Wort „Hunger“ druckte, wurde er entdeckt und gefasst. Büchner wurde am Folgetage während der Vernehmung im Polizeigefängnis erschlagen. 
Am 6. Mai 1943 wurde auch Adam verhaftet. Am 15. November 1943 verurteilte ihn der „Volksgerichtshof“ wegen „Wehrkraftzersetzung, Feindbegünstigung und Vorbereitung zum Hochverrat“ zum Tode. Adam wurde noch am selben Tage im Zuchthaus Brandenburg-Görden hingerichtet.

## Ehrungen
Bereits am 1. August 1945 wurde die Roonstraße im Leipziger Stadtteil Gohlis nach ihm in Otto-Adam-Straße umbenannt.